# Lijst van steden en gemeenten in Saksen-Anhalt

Gemeenten in Saksen-Anhalt

Deze lijst van steden en gemeenten in Saksen-Anhalt bestaat uit 219 steden en gemeenten (1 januari 2011)
Deze zijn als volgt onderverdeeld:
- 104 steden
- 115 andere gemeenten

## Steden en gemeente

### A
| - Ahlsdorf - Aken (Elbe) - Aland - Allstedt - Alsleben (Saale) - Altenhausen - Altmärkische Höhe | - Altmärkische Wische - Am Großen Bruch - An der Poststraße - Angern - Anhalt Süd - Annaburg | - Apenburg-Winterfeld - Arendsee (Altmark) - Arneburg - Arnstein - Aschersleben - Ausleben |

### B
| - Bad Bibra - Bad Dürrenberg - Bad Lauchstädt - Bad Schmiedeberg - Balgstädt - Ballenstedt - Barby - Barleben - Barnstädt - Beendorf | - Beetzendorf - Benndorf - Berga - Bernburg (Saale) - Biederitz - Bismark (Altmark) - Bitterfeld-Wolfen - Blankenburg (Harz) - Blankenheim - Bördeaue | - Börde-Hakel - Bördeland - Borne - Bornstedt - Braunsbedra - Brücken-Hackpfüffel - Bülstringen - Burg - Burgstall |

### C
| - Calbe (Saale) - Calvörde | - Colbitz | - Coswig (Anhalt) |

### D
| - Dähre - Dessau-Roßlau | - Diesdorf - Ditfurt | - Droyßig |

### E
| - Eckartsberga - Edersleben - Egeln | - Eichstedt (Altmark) - Eilsleben - Eisleben | - Elbe-Parey - Elsteraue - Erxleben |

### F
| - Falkenstein/Harz - Farnstädt | - Finne - Finneland | - Flechtingen - Freyburg (Unstrut) |

### G
| - Gardelegen - Genthin - Gerbstedt - Giersleben - Gleina | - Goldbeck - Gommern - Goseck - Gräfenhainichen | - Gröningen - Groß Quenstedt - Güsten - Gutenborn |

### H
| - Halberstadt - Haldensleben - Halle (Saale) - Harbke - Harsleben - Harzgerode | - Hassel - Havelberg - Hecklingen - Hedersleben (Selke) - Hedersleben (Mansfelder Land) - Helbra - Hergisdorf | - Hettstedt - Hohe Börde - Hohenberg-Krusemark - Hohenmölsen - Hötensleben - Huy |

### I
| - Iden - Ilberstedt | - Ilsenburg (Harz) | - Ingersleben |

### J
| - Jerichow | - Jessen (Elster) | - Jübar |

### K
| - Kabelsketal - Kaiserpfalz - Kalbe (Milde) - Kamern - Karsdorf | - Kelbra (Kyffhäuser) - Kemberg - Klietz - Klostermansfeld - Klötze | - Könnern - Köthen (Anhalt) - Kretzschau - Kroppenstedt - Kuhfelde |

### L
| - Landsberg - Lanitz-Hassel-Tal | - Laucha an der Unstrut - Leuna | - Loitsche-Heinrichsberg - Lützen |

### M
| - Maagdenburg - Mansfeld - Merseburg | - Mertendorf - Möckern - Molauer Land | - Möser - Mücheln (Geiseltal) - Muldestausee (Gemeente) |

### N
| - Naumburg (Saale) - Nebra (Unstrut) | - Nemsdorf-Göhrendorf - Niedere Börde | - Nienburg (Saale) - Nordharz |

### O
| - Oberharz am Brocken - Obhausen - Oebisfelde-Weferlingen | - Oranienbaum-Wörlitz - Oschersleben (Bode) - Osterburg (Altmark) | - Osterfeld - Osternienburger Land - Osterwieck |

### P
| - Petersberg | - Plötzkau |

### Q
| - Quedlinburg | - Querfurt |

### R
| - Raguhn-Jeßnitz - Rochau | - Rogätz | - Rohrberg |

### S
| - Salzatal - Salzwedel - Sandau (Elbe) - Sandersdorf-Brehna - Sangerhausen - Schkopau - Schnaudertal - Schollene - Schönburg | - Schönebeck (Elbe) - Schönhausen (Elbe) - Schraplau - Schwanebeck - Seegebiet Mansfelder Land - Seehausen (Altmark) - Seeland - Selke-Aue - Sommersdorf | - Staßfurt - Steigra - Stendal - Stößen - Südharz - Südliches Anhalt - Sülzetal - Süplingen |

### T
| - Tangerhütte - Tangermünde | - Teuchern - Teutschenthal | - Thale |

### U
| - Ummendorf |

### V
| - Völpke |

### W
| - Wallhausen - Wallstawe - Wanzleben-Börde - Wefensleben - Wegeleben - Weißenfels | - Werben (Elbe) - Wernigerode - Westheide - Wethau - Wetterzeube - Wettin-Löbejün | - Wimmelburg - Wittenberg - Wolmirsleben - Wolmirstedt - Wust-Fischbeck |

### Z
| - Zahna-Elster - Zehrental | - Zeitz - Zerbst/Anhalt | - Zielitz - Zörbig |